# Turismo en Marruecos

Cantidad de turistas internacionales en Marruecos

El turismo en Marruecos está bien desarrollado, manteniendo una fuerte industria turística centrada en la costa, la cultura y la historia del país. El gobierno marroquí creó el Ministerio de Turismo en 1985. El turismo es considerado una de las principales fuentes de divisas de Marruecos y desde 2013 tiene el mayor número de llegadas de los países de África. En 2018, se informó que 12,3 millones de turistas visitaron Marruecos.

## Historia de turismo

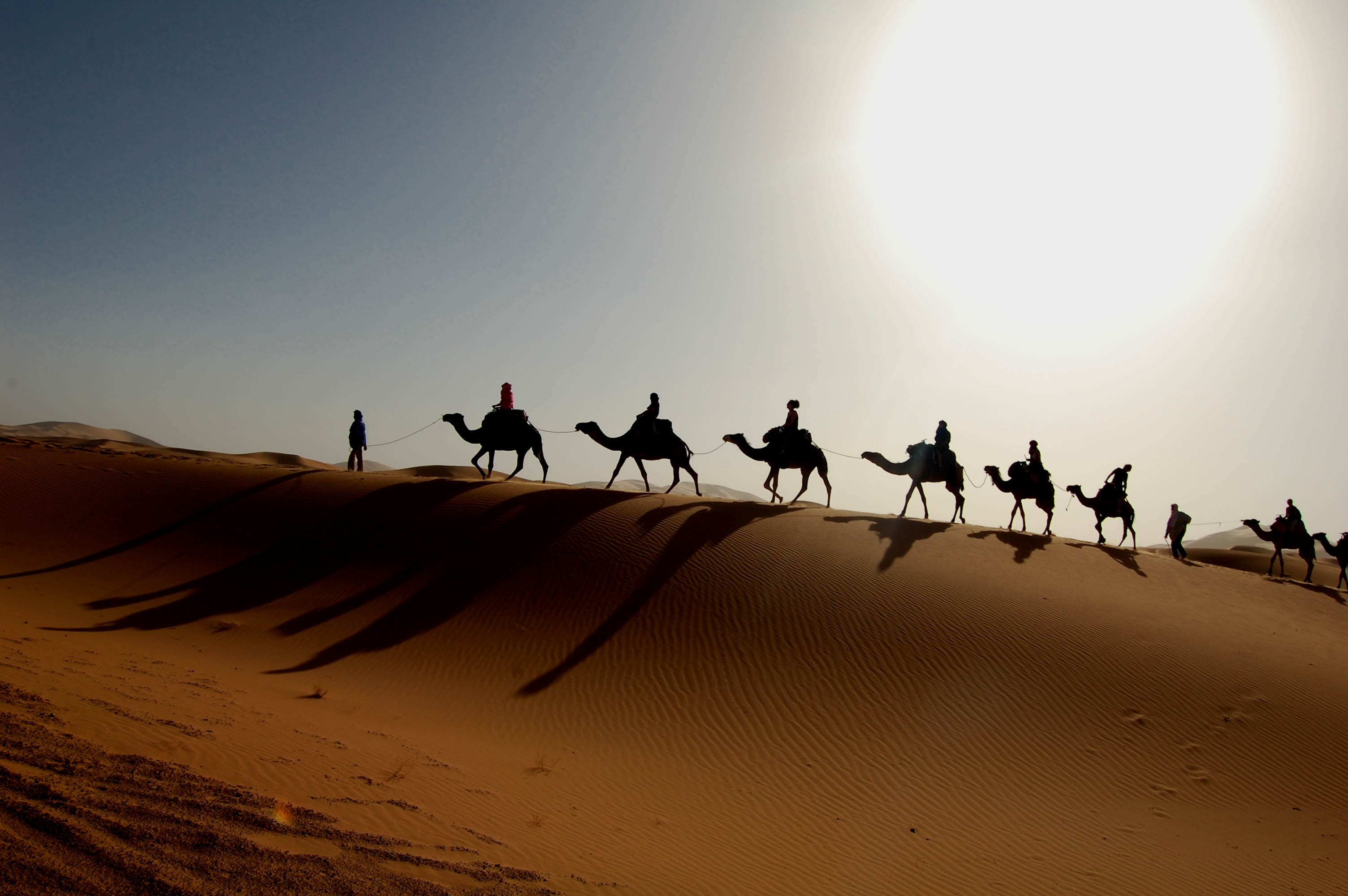
Turismo en Sahara

Entre la segunda mitad de la década de 1980 y los primeros años de 1990, entre 1 y 1,5 millones de europeos visitaron Marruecos. La mayoría de estos visitantes era franceses o españoles, con aproximadamente 100,000 provenientes de Gran Bretaña, Italia, Alemania, y Países Bajos. Los turistas visitaban mayormente grandes hoteles a lo largo de la costa del Atlántico, particularmente Agadir. Aproximadamente 20.000 personas de Arabia Saudita visitaron Marruecos y algunos de ellos compraron casas de verano. El turismo se redujo 16.5% en 1990, año en el cual la Guerra de Golfo empezó. En 1994, Argelia cerró su frontera con Marruecos después del ataque de Marrakech, que causó que el número de visitantes argelinos cayera considerablemente;  había 70.000 visitantes en 1994 y 13.000 en 1995, comparados a 1,66 millones en 1992 y 1,28 millones en 1993. En 2017,  hubo 10,3 millones de llegadas turísticas, en comparación con aproximadamente 10,1 millones en 2016, un incremento del 1.5% año a año. 30% de los turistas eran uno de los 3,8 millones de marroquíes que viven en el extranjero. Marrakech mismo tuvo encima de 2 millones de visitantes en 2017.

## Industria del turismo
Los recibos turísticos en 2007 igualaron $7,55 mil millones de dólares. 
El turismo es la segunda industria generadora de moneda extranjera en Marruecos, después de la industria de fosfato. En este sentido, el gobierno marroquí está invirtiendo fuertemente en su desarrollo. Una nueva estrategia de turismo llamada Visión 2010 se desarrolló después de la sucesión de King Mohammed VI en 1999. El gobierno apuntó a que Marruecos tuviera 10 millones de visitantes en 2010, con la esperanza de que el turismo entonces hubiera aumentado a contribuir al 20% del PIB. Grandes campañas de marketing patrocinadas por el gobierno para atraer a los turistas anunciaban a Marruecos como barato, exótico y seguro para turistas europeos.
El número relativamente alto de turistas de Marruecos se ha visto favorecido por su ubicación, atracciones turísticas y precios relativamente bajos. Los cruceros visitan los puertos de Casablanca y Tánger . Marruecos está cerca de Europa y atrae visitantes a sus playas. Debido a su proximidad a España, los turistas de las zonas costeras del sur de España realizan viajes de uno a tres días a Marruecos. Marrakech y Agadir son los dos principales destinos del país.</ref> Se han establecido servicios aéreos entre Marruecos y Argelia y muchos argelinos han ido a Marruecos para comprar y visitar a familiares y amigos. Marruecos es relativamente económico debido al interesante tipo de cambio del dirham en comparación con las principales monedas y al aumento de los precios de los hoteles en la vecina España. Marruecos cuenta con una excelente infraestructura viaria y ferroviaria que une las principales ciudades y destinos turísticos con puertos y ciudades con aeropuertos internacionales. Las aerolíneas de bajo costo ofrecen vuelos baratos al país.

## Plan Azur
El Plan Azur es un programa estratégico de desarrollo turístico impulsado en Marruecos a comienzos de la década de 2000, durante el reinado de Mohammed VI. Su objetivo principal es reforzar la internacionalización del sector turístico marroquí y convertir al país en uno de los principales destinos de ocio en la región mediterránea y atlántica.

### Objetivos y planificación
El plan contempla la construcción de seis complejos turísticos costeros de gran escala, cinco en la costa atlántica y uno en el litoral mediterráneo, orientados tanto a turistas internacionales como a propietarios de segundas residencias. Asimismo, incluye proyectos complementarios de infraestructura, como:
- la modernización y ampliación de aeropuertos regionales para facilitar la llegada de aerolíneas de bajo coste,
- la construcción de nuevos enlaces ferroviarios y viales,
- la mejora de servicios urbanos y de ocio asociados a los destinos turísticos.[7]

### Impacto en el turismo
En los primeros cinco meses de 2008, Marruecos experimentó un crecimiento del 11 % en la llegada de turistas en comparación con el mismo período del año anterior. Entre los principales visitantes se encontraban ciudadanos franceses (927 000), españoles (587 000) y británicos (141 000).
La proximidad geográfica con Europa, junto con la combinación de elementos culturales e históricos propios de Marruecos, han favorecido el atractivo del país como destino para la compra de segundas viviendas y para el turismo de sol y playa.

### Críticas y desafíos
A pesar de sus ambiciosos objetivos, el Plan Azur ha enfrentado dificultades relacionadas con retrasos en la ejecución de obras, problemas de financiación y preocupaciones medioambientales en torno a la urbanización intensiva de áreas costeras.

## Atracciones turísticas
|  |  |  |

|  |  |  |

|  |  |

Los atractivos del país se pueden dividir en siete regiones:
- Las cuatro ciudades imperiales — las cuatro capitales históricas de Marruecos: Fez, Marrakech, Meknes y Rabat
- Marrakech
- Casablanca: la ciudad más grande de Marruecos; sede de la Mezquita Hassan II, que tiene el segundo minarete más alto del mundo, a 656 pies[2]
- Tánger y alrededores
- Uarzazat: un lugar destacado para la realización de películas; el pueblo fortificado (ksar) de Ait Benhaddou, al oeste de la ciudad, es Patrimonio de la Humanidad por la UNESCO[3][4]
- Agadir y sus balnearios
- Tarfaya y sus balnearios
- Fez: es la segunda ciudad más grande de Marruecos y la capital científica y espiritual de Marruecos.[5] Conserva una zona antigua, que se considera la mayor zona del mundo donde los vehículos no pueden entrar. También es la sede de "Al Qarawyien", la universidad más antigua del mundo.

Mientras Marruecos era un protectorado francés (de 1912 a 1956) el turismo se centró en áreas urbanas como las ciudades mediterráneas de Tánger y Casablanca . Tánger atrajo a muchos escritores, como Edith Wharton, Jack Kerouac, Paul Bowles y William S. Burroughs . Hubo un período de desarrollo de resorts de playa en lugares como Agadir en la costa atlántica en las décadas de 1970 y 1980.
El turismo se centra cada vez más en la cultura de Marruecos, como sus ciudades antiguas. La industria turística moderna saca provecho de los antiguos sitios romanos e islámicos de Marruecos, y de su paisaje e historia cultural. El 60% de los turistas visitan Marruecos por su cultura y patrimonio.
Agadir es un importante centro turístico costero y tiene un tercio de toda la hotelería marroquí. Es una base para excursiones a las montañas del Atlas . Otros centros turísticos en el norte de Marruecos también son muy populares. Casablanca es el principal puerto de cruceros de Marruecos y tiene el mercado turístico mejor desarrollado de Marruecos.
Desde 2006, el turismo de actividades y aventuras en el Atlas y las montañas del Rif es la zona de mayor crecimiento en el turismo marroquí. Estos lugares tienen excelentes oportunidades para caminar y hacer senderismo desde finales de marzo hasta mediados de noviembre. El gobierno está invirtiendo en circuitos de senderismo. También están desarrollando el turismo del desierto en competencia con Túnez .

### Sitios del Patrimonio Mundial de la UNESCO
En Marruecos hay nueve bienes declarados Patrimonio Mundial de la UNESCO .
| Sitio                                                  | Imagen | Ubicación                             | Criterios                         | Área <br /> ha ( acre ) <br /> | Año  | Descripción |
| ------------------------------------------------------ | ------ | ------------------------------------- | --------------------------------- | ------------------------------ | ---- | --- |
| Medina de Fez                                          |        | Fez                                   | Cultural: (ii), (v)               | 280 hectáreas (691,9 acre)     | 1981 | La antigua capital fue fundada en el siglo IX y cuenta con la universidad más antigua del mundo. El tejido urbano y los principales monumentos datan de los siglos XIII y XIV. |
| Medina de Marrakech                                    |        | Marrakech                             | Cultural: (i), (ii), (iv), (v)    | 1107 hectáreas (2735,5 acre)   | 1985 | La ciudad fue fundada en la década de 1070 y siguió siendo un centro político, económico y cultural durante mucho tiempo. Los monumentos de ese período incluyen la Mezquita Koutoubia, la kasbah y las almenas. La ciudad también tiene características más nuevas, incluidos palacios. |
| Ksar de Ait-Ben-Haddou                                 |        | Aït Benhaddou (Provincia de Uarzazat) | Cultural: (iv), (v)               | 3 hectáreas (7,4 acre)         | 1987 | El ksar es un ejemplo de hábitat presahariano tradicional, rodeado de altos muros y reforzado con torres en las esquinas. |
| Ciudad histórica de Meknes                             |        | Mequinez                              | Cultural: (iv)                    | —                              | 1996 | La antigua capital fue fundada en el siglo XI y se convirtió en una ciudad con influencia hispano-árabe durante los siglos XVII y XVIII. |
| Sitio arqueológico de Volubilis                        |        | Mequinez                              | Cultural: (ii), (iii), (iv), (vi) | 42 hectáreas (103,8 acre)      | 1997 | El importante puesto avanzado romano de Volubilis fue fundado en el siglo III a. C. para convertirse en la capital de Mauritania . Contenía muchos edificios, cuyos restos han sobrevivido ampliamente hasta el día de hoy.                                                              |
| Medina de Tetuán (anteriormente conocida como Titawin) |        | Tetuán                                | Cultural: (ii), (iv), (v)         | 7 hectáreas (17,3 acre)        | 1997 | La medina más completa de Marruecos sirvió como principal punto de contacto entre Marruecos y Andalucía durante el siglo VIII. La ciudad fue reconstruida por refugiados andaluces tras la reconquista .                                                                                 |
| Medina de Essaouira (antes Mogador)                    |        | Esauira                               | Cultural: (ii), (iv)              | 30 hectáreas (74,1 acre)       | 2001 | El puerto marítimo fortificado construido a fines del siglo XVIII tiene una mezcla de arquitectura norteafricana y europea, y fue un importante centro comercial entre el Sahara y Europa.                                                                                               |
| Ciudad portuguesa de Mazagan (El Jadida)               |        | El Yadida                             | Cultural: (ii), (iv)              | 8 hectáreas (19,8 acre)        | 2004 | Marruecos se hizo cargo de la fortificación, similar al diseño militar renacentista de principios del siglo XVI, en 1769. Los edificios sobrevivientes incluyen la cisterna y una iglesia gótica.                                                                                        |
| Rabat, capital moderna y ciudad histórica              |        | Rabat                                 | Cultural: (ii), (iv)              | 349 hectáreas (862,4 acre)     | 2012 | Reconstruida bajo la dirección de los franceses desde 1912 hasta la década de 1930, la ciudad combina características históricas y modernas, como jardines botánicos, la Mezquita de Hassan y los restos de asentamientos árabes y andaluces del siglo XVII.                             |

### Fez

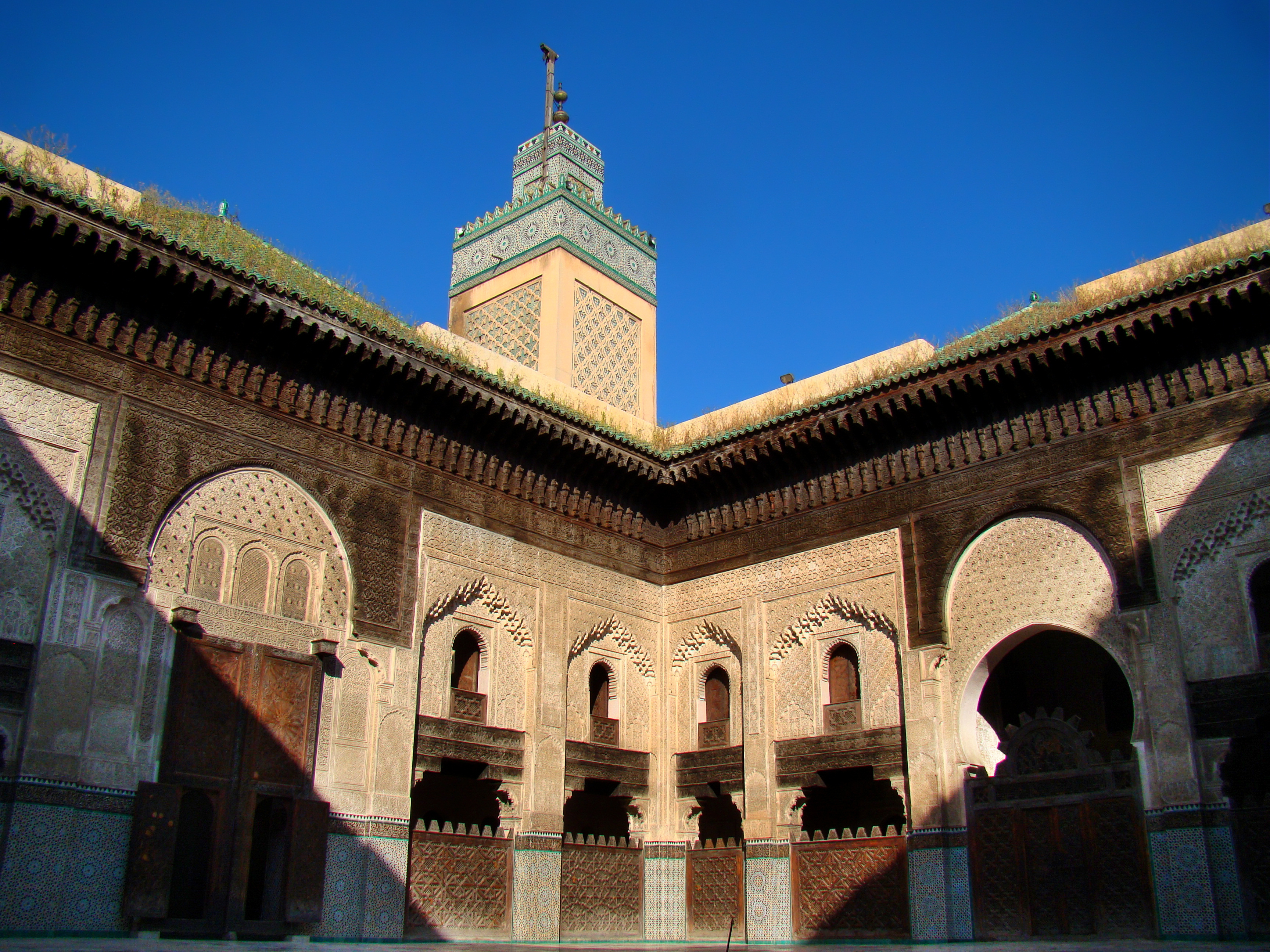
Bou Inania Madrasa construida por el sultán meriní Abu Inan Faris en 1351.

Fez fue la capital del Marruecos moderno hasta 1925 y ahora es la capital de la región administrativa de Fez-Meknès. La ciudad tiene dos barrios antiguos de medina, el mayor de los cuales es Fes el Bali . Está catalogado como Patrimonio de la Humanidad y se cree que es una de las zonas peatonales urbanas más grandes del mundo. La Universidad de Al Quaraouiyine, fundada en 859, es la universidad en funcionamiento continuo más antigua del mundo. La ciudad ha sido llamada la " Meca de Occidente" y la " Atenas de África", apodo que comparte con Cirene en Libia . 
Fez es un popular destino turístico y muchos no marroquíes ahora están restaurando casas tradicionales (riads y dars) como segundas residencias en la medina de Fez. Los monumentos más importantes de la ciudad son:
- Bou Inania Madraza
- Al-Attarine Madraza
- Universidad de Al Quaraouiyine
- Zauia Moulay Idriss II
- Dar al Magaña
- Sinagoga Ibn Danan

### Marrakech
|  |  |  |

### Tánger
Tánger, anteriormente la Zona Internacional de 1923 a 1956, es una ciudad en el norte de Marruecos. Anteriormente parte del Protectorado español en Marruecos, Tánger es una mezcla de las culturas española, marroquí y bereber. Los lugares turísticos famosos de la ciudad y sus alrededores incluyen el Legado Tánger-Americano, la Cueva de Hércules, el museo Kasbah, el Parque Perdicaris, el Museo de Carmen-Macein, el Museo de Arte y Antigüedades Marroquíes, el Museo de Arte Contemporáneo, el Gran Zoco, el Pequeño Zoco, y el Gran Teatro Cervantes .

### El Yadida

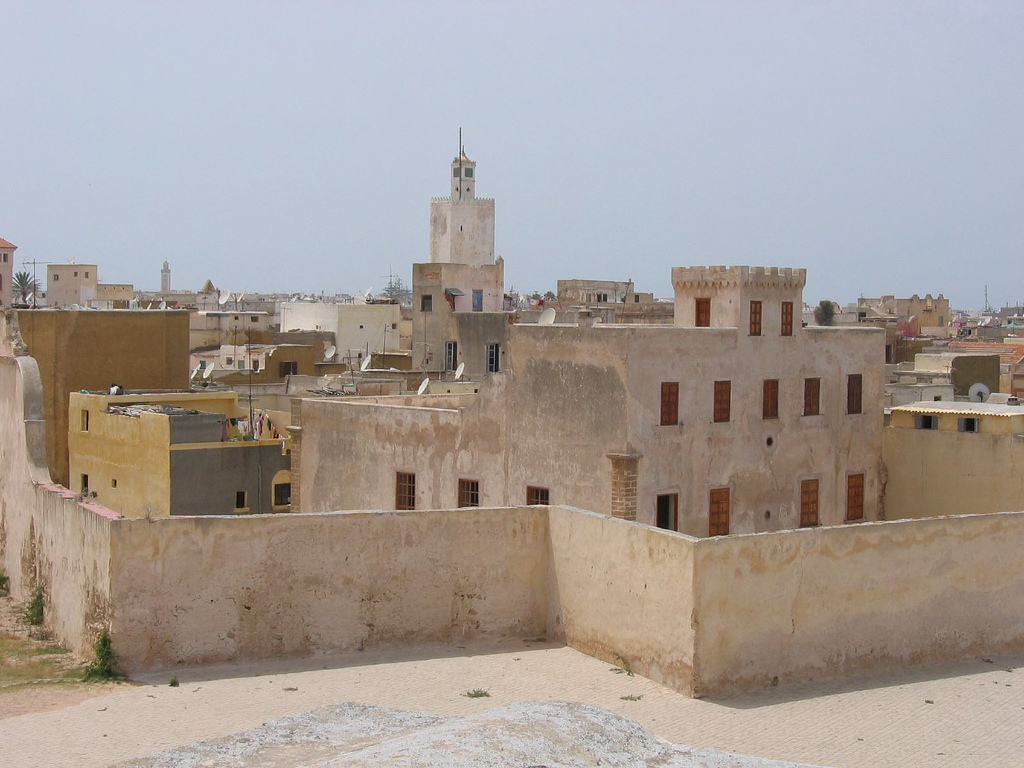
Panorámica de El Yadida

El Jadida, anteriormente llamado Mazagan por los portugueses, fue registrado como Patrimonio de la Humanidad por la UNESCO en 2004, sobre la base de su condición de "ejemplo destacado del intercambio de influencias entre las culturas europea y marroquí" y como un "ejemplo temprano de la realización de los ideales renacentistas integrados con la tecnología de la construcción portuguesa". Según la UNESCO, los edificios más importantes de la época portuguesa son el aljibe y la iglesia manuelina de la Asunción. El Jadida también alberga el Salon du Cheval anual, la exposición de caballos más grande de África.

## Seguridad
A pesar de los ataques terroristas de abril de 2011 en Marrakech y el asesinato de 2 turistas escandinavos en Imlil en diciembre de 2018, Marruecos sigue siendo promocionado como un país seguro para viajar.